# Voetbalkampioenschap van Zuid-Hannover-Braunschweig 1926/27
In 1926/27 werd het vijfde voetbalkampioenschap van Zuid-Hannover-Braunschweig gespeeld, dat georganiseerd werd door de Noord-Duitse voetbalbond. 
Hannoverscher SV 96 werd kampioen van groep I en Eintracht Braunschweig van groep II. Beide clubs plaatsten zich voor de Noord-Duitse eindronde. Hannover 96 versloeg VfB 1896 Komet Bremen en plaatste zich voor de winnaarsgroep waar ze laatste werden. Braunschweig verloor van Lübecker BV Phönix en ging naar de verliezersgroep, waar ze derde werd.

## Bezirksliga

### Groep 1
| Plaats | Club                           | Wed. | W  | G | V  | Saldo | Ptn   |
| ------ | ------------------------------ | ---- | -- | - | -- | ----- | ----- |
| 1.     | Hannoverscher SV 96            | 14   | 10 | 3 | 1  | 39:26 | 19:9  |
| 2.     | SV Arminia Hannover            | 14   | 8  | 3 | 3  | 47:38 | 18:10 |
| 3.     | VfB 04 Braunschweig            | 14   | 7  | 3 | 4  | 42:38 | 16:12 |
| 4.     | FSV Sport Rot-Weiß 99 Hannover | 14   | 8  | 0 | 6  | 56:48 | 15:13 |
| 5.     | BV Werder 1910 Hannover        | 14   | 6  | 3 | 5  | 44:46 | 12:16 |
| 6.     | SpVgg Borussia 1911 Hannover   | 14   | 5  | 1 | 8  | 37:44 | 12:16 |
| 7.     | SC Leu 1906 Braunschweig       | 14   | 2  | 2 | 10 | 32:45 | 11:17 |
| 8.     | SpVgg 1907 Hildesheim          | 14   | 2  | 1 | 10 | 26:38 | 10:18 |

|  | Finale |

### Groep 2
| Plaats | Club                         | Wed. | W  | G | V | Saldo | Ptn   |
| ------ | ---------------------------- | ---- | -- | - | - | ----- | ----- |
| 1.     | SV Eintracht Braunschweig    | 14   | 13 | 1 | 0 | 76:12 | 27:1  |
| 2.     | SV Eintracht Hannover        | 14   | 9  | 1 | 4 | 41:27 | 19:9  |
| 3.     | Hannoverscher SC 02          | 14   | 4  | 4 | 6 | 33:23 | 12:16 |
| 4.     | VfB 1904 Peine               | 13   | 5  | 2 | 6 | 29:33 | 12:14 |
| 5.     | FC Konkordia 1910 Hildesheim | 13   | 5  | 2 | 6 | 34:46 | 12:14 |
| 6.     | SV 1907 Linden               | 14   | 2  | 6 | 6 | 23:34 | 10:18 |
| 7.     | VfL Helmstedt                | 14   | 3  | 3 | 8 | 23:49 | 9:19  |
| 8.     | SV Niedersachsen 03 Hannover | 14   | 2  | 5 | 7 | 14:37 | 9:19  |

|  | Finale              |
|  | Degradatie play-off |

|  |               |       |                              |  |
|  | VfL Helmstedt | 3 – 2 | SV Niedersachsen 03 Hannover |  |
|  |               |       |                              |  |

### Finale
|  |                     |       |                           |  |
|  | Hannoverscher SV 96 | 2 – 0 | SV Eintracht Braunschweig |  |
|  |                     |       |                           |  |